# IC 1909
IC 1909 — галактика типу SBb (компактна витягнута галактика) у сузір'ї Піч.
Цей об'єкт міститься в оригінальній редакції індексного каталогу.